# Karsznice (Zduńska Wola)
Karsznice (oficjalnie Osiedle Karsznice) – część miasta Zduńska Wola w województwie łódzkim.
Osiedle Zduńskiej Woli położone na Wysoczyźnie Łaskiej.
W 1930 r. budując linię kolejową Śląsk – Gdynia utworzono na terenach wsi Karsznice między wsią a Zduńską Wolą stację kolejową z lokomotywownią. Obok stacji ówcześnie na terenie wsi Karsznice powstało osiedle mieszkaniowe głównie dla pracowników lokomotywowni i kolei. W latach 1959–1972 tzw. osiedle Karsznice (obecnie Osiedle Karsznice) znajdowały się na terenie wiejskim. W 1973 r. Osiedle Karsznice włączono do miasta Zduńska Wola.
Na osiedlu Karsznice w mieście Zduńska Wola znajduje się ważny węzeł kolejowy, powstały w 1930–1933 w miejscowości Karsznice na tzw. Magistrali węglowej (Herby Nowe – Inowrocław) – stacja kolejowa Zduńska Wola Karsznice. W swoim czasie duża parowozownia w miejscowości Karsznice miała pod swoją pieczą najsilniejsze parowozy eksploatowane ówcześnie w Polsce (np. Ty23, Ty37, Ty246). Obecnie Izba historii i skansen taboru kolejowego oraz rzymskokatolicka parafia Najświętszego Serca Pana Jezusa należąca (jako jedyna w mieście) do archidiecezji łódzkiej (pozostałe parafie zduńskowolskie należą do diecezji włocławskiej i dekanatu zduńskowolskiego).

## Historia administracyjna
Karsznice powstały na obszarze wsi Karsznice, należącej do gminie Zduńska Wola w powiecie sieradzkim. W Królestwie Polskim wieś Karsznice przynależała do guberni kaliskiej, a w okresie międzywojennym do woj. łódzkiego. Tam, 19 listopada 1933 utworzyły gromadę Karsznice w granicach gminy Zduńska Wola, składającą się z samej wsi Karsznice.
Podczas II wojny światowej wieś Karsznice włączono do III Rzeszy. Po wojnie ponownie w powiecie sieradzkim w woj. łódzkim. 1 lipca 1948 wyodrębniono z niej nową gromadę o nazwie Karsznice-Stacja Kolejowa (obecne zduńskowolskie Osiedle Karsznice). W związku z reorganizacją administracji wiejskiej (zniesienie gmin) jesienią zarówno gromada Karsznice (wieś), jak i gromada Karsznice-Stacja Kolejowa weszły w skład nowo utworzonej gromady Karsznice. 31 grudnia 1959 gromadę Karsznice zniesiono w związku z nadaniem jej statusu osiedla. Cały obszar Karsznic (wieś i osiedle kolejowe) stał się wtedy częścią osiedla Karsznice.
W związku z kolejną reformą administracyjną (odtworzenie gmin i zniesienie gromad i osiedli) 1 stycznia 1973 osiedle Karsznice zniesiono. Część, która przed reformą z 1954 stanowiła gromadę Karsznice-Stacja Kolejowa (osiedlową) włączono do Zduńskiej Woli jako Osiedle Karsznice, natomiast część wiejską (dawną gromadę Karsznice sprzed 1954) włączono z powrotem jako wieś do gminy Zduńska Wola.

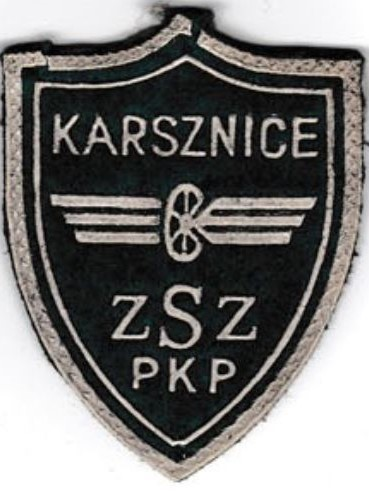
Tarcza szkolna ZSZ PKP w Karsznicach